# Альфонсо Лейва
Альфонсо Антоніо Лейва Єпез (ісп. Alfonso Antonio Leyva Yepez; нар. 6 січня 1993, Гвадалахара, Халіско) — мексиканський борець греко-римського стилю і боєць MMA, срібний та чотириразовий бронзовий призер Панамериканських чемпіонатів, срібний призер Панамериканських ігор, бронзовий призер Центральноамериканських і Карибських ігор, бронзовий призер Центральноамериканського і Карибського чемпіонату, учасник двох Олімпійських ігор.

## Життєпис
Боротьбою почав займатися з 2008 року. У 2011 році здобув срібну медаль Панамериканського чемпіонату серед юніорів. Через два роки на цих же змаганнях став чемпіоном.
Виступав за борцівський клуб Гвадалахари. Тренер — Мануель Рубіо Рамірез (з 2014).
Після літніх Олімпійських ігор 2020 року він оголосив про перехід у змішані бойові мистецтва.

## Спортивні результати на міжнародних змаганнях

### Виступи на Олімпіадах
| Змагання                    | Збірна  | Вагова категорія                 | Місце |
| --------------------------- | ------- | -------------------------------- | ----- |
| Літні Олімпійські ігри 2016 | Мексика | греко-римська боротьба, до 85 кг | 19    |
| Літні Олімпійські ігри 2020 | Мексика | греко-римська боротьба, до 77 кг | 15    |

### Виступи на Чемпіонатах світу
| Змагання                        | Збірна  | Вагова категорія                 | Місце |
| ------------------------------- | ------- | -------------------------------- | ----- |
| Чемпіонат світу з боротьби 2014 | Мексика | греко-римська боротьба, до 85 кг | 21    |
| Чемпіонат світу з боротьби 2015 | Мексика | греко-римська боротьба, до 85 кг | 26    |
| Чемпіонат світу з боротьби 2019 | Мексика | греко-римська боротьба, до 87 кг | 20    |

### Виступи на Панамериканських чемпіонатах
| Змагання                                   | Збірна  | Вагова категорія                 | Місце  |
| ------------------------------------------ | ------- | -------------------------------- | ------ |
| Панамериканський чемпіонат з боротьби 2015 | Мексика | греко-римська боротьба, до 85 кг | Бронза |
| Панамериканський чемпіонат з боротьби 2016 | Мексика | греко-римська боротьба, до 85 кг | Срібло |
| Панамериканський чемпіонат з боротьби 2017 | Мексика | греко-римська боротьба, до 85 кг | Бронза |
| Панамериканський чемпіонат з боротьби 2018 | Мексика | греко-римська боротьба, до 87 кг | 5      |
| Панамериканський чемпіонат з боротьби 2019 | Мексика | греко-римська боротьба, до 87 кг | Бронза |
| Панамериканський чемпіонат з боротьби 2020 | Мексика | греко-римська боротьба, до 87 кг | 10     |
| Панамериканський чемпіонат з боротьби 2022 | Мексика | греко-римська боротьба, до 87 кг | Бронза |

### Виступи на Панамериканських іграх
| Змагання                  | Збірна  | Вагова категорія                 | Місце  |
| ------------------------- | ------- | -------------------------------- | ------ |
| Панамериканські ігри 2015 | Мексика | греко-римська боротьба, до 85 кг | 5      |
| Панамериканські ігри 2019 | Мексика | греко-римська боротьба, до 87 кг | Срібло |

### Виступи на Центральноамериканських і Карибських іграх
| Змагання                                                | Збірна  | Вагова категорія                 | Місце  |
| ------------------------------------------------------- | ------- | -------------------------------- | ------ |
| Центральноамериканські і Карибські ігри 2014 (Сан-Хуан) | Мексика | греко-римська боротьба, до 85 кг | Бронза |
| Центральноамериканські і Карибські ігри 2014 (Веракрус) | Мексика | греко-римська боротьба, до 85 кг | 5      |
| Центральноамериканські і Карибські ігри 2018            | Мексика | греко-римська боротьба, до 87 кг | 4      |

### Виступи на Центральноамериканських і Карибських чемпіонатах
| Змагання                                                       | Збірна  | Вагова категорія                 | Місце  |
| -------------------------------------------------------------- | ------- | -------------------------------- | ------ |
| Центральноамериканський і Карибський чемпіонат з боротьби 2018 | Мексика | греко-римська боротьба, до 97 кг | Бронза |

### Виступи на інших змаганнях
| Змагання                                                     | Збірна  | Вагова категорія                 | Місце  |
| ------------------------------------------------------------ | ------- | -------------------------------- | ------ |
| Гран-прі Німеччини з боротьби 2014                           | Мексика | греко-римська боротьба, до 85 кг | 20     |
| Гран-прі Іспанії з боротьби 2014                             | Мексика | греко-римська боротьба, до 85 кг | Срібло |
| Турнір «Олімпія» 2014                                        | Мексика | греко-римська боротьба, до 85 кг | 8      |
| Кубок Гранми з боротьби 2015                                 | Мексика | греко-римська боротьба, до 85 кг | 5      |
| Турнір «Олімпія» 2015                                        | Мексика | греко-римська боротьба, до 85 кг | 5      |
| Trophee Milone 2015                                          | Мексика | греко-римська боротьба, до 85 кг | Бронза |
| Олімпійський кваліфікаційний турнір з боротьби 2016 (Фріско) | Мексика | греко-римська боротьба, до 85 кг | Срібло |
| Гран-прі Іспанії з боротьби 2016                             | Мексика | греко-римська боротьба, до 85 кг | 9      |
| Cerro Pelado International 2017                              | Мексика | греко-римська боротьба, до 85 кг | 6      |
| Cerro Pelado International 2019                              | Мексика | греко-римська боротьба, до 87 кг | Срібло |

### Виступи на змаганнях молодших вікових груп
| Змагання                                                 | Збірна  | Вагова категорія                 | Місце  |
| -------------------------------------------------------- | ------- | -------------------------------- | ------ |
| Панамериканський чемпіонат з боротьби серед юніорів 2011 | Мексика | греко-римська боротьба, до 84 кг | Срібло |
| Чемпіонат світу з боротьби серед юніорів 2011            | Мексика | греко-римська боротьба, до 84 кг | 24     |
| Панамериканський чемпіонат з боротьби серед юніорів 2013 | Мексика | греко-римська боротьба, до 84 кг | Золото |
| Чемпіонат світу з боротьби серед юніорів 2013            | Мексика | греко-римська боротьба, до 84 кг | 20     |